# Tolmacsevói repülőtér
A Tolmacsevói repülőtér (IATA: OVB, ICAO: UNNT) nemzetközi repülőtér Oroszországban, amely Novoszibirszk közelében található. Éves utasforgalma 5 909 078 fő (2018).

## Futópályák
A repülőtér futópályái:
- 07/25 (3597 m, 60 m, aszfaltbeton)
- 16/34 (3602 m, 45 m, beton)

## Forgalom
Az utasforgalom az elmúlt években az alábbi módon változott:
| Utasok száma | 698 000 | 2 099 000 | 1 363 952 | 1 656 901 | 1 941 483 | 2 765 882 | 3 748 211 | 3 932 368 | 5 909 078 | 6 662 128 |
|              | 1965    | 1980      | 2003      | 2006      | 2008      | 2011      | 2013      | 2016      | 2018      | 2021      |